# Jacob Augustus Lockhart Clarke
Jacob Augustus Lockhart Clarke (1817 - 25 de enero de 1880) fue un fisiólogo y neurólogo británico conocido principalmente por sus estudios del cerebro y la médula espinal.

## Biografía
Debido a que su padre murió pronto, el joven Clarke fue criado por su madre en Francia.
Al regresar a Inglaterra eligió la profesión de médico, a la que pertenecían su hermano mayor y su abuelo, y estudió en los hospitales Guy's y St Thomas. Habiendo obtenido el diploma de la Worshipful Society of Apothecaries, comenzó a ejercer en Pimlico mientras vivía con su madre. Se dedicó a la investigación microscópica sobre el cerebro y el sistema nervioso y, aplicando un nuevo método y procediendo con extremo cuidado y minuciosidad, realizó muchos descubrimientos sobra la fisiología y patología del sistema nervioso. Su primer artículo, Investigaciones sobre la estructura de la médula espinal, fue recibido por la Royal Society el 15 de octubre de 1850 y publicado en sus Transacciones de 1851. Fue ilustrado, como muchos de sus trabajos posteriores, por dibujos extremadamente precisos y valiosos realizados por él mismo que han sido posteriormente reproducidos en numerosas obras. Compatibilizó sus investigaciones con la práctica médica general, publicando en Transactions y Proceedings de la Royal Society; las Transacciones Médico-Quirúrgicas y el Journal of the Microscopical Society.
Recibió la Medalla Real de la Royal Society en 1861, y en 1867 fue elegido miembro honorario del King and Queen's College of Physicians de Irlanda. Al final de su vida asistió al Hospital St. George's y se graduó como cirujano, obteniendo más tarde el M.D. en St. Andrews en 1869, convirtiéndose en miembro del London College of Physicians (1871) y ejerciendo como consultor sobre enfermedades nerviosas. Se convirtió en médico del Hospital de Epilepsia y Parálisis, pero no logró muchos clientes, probablemente debido a su estatus de semijubilado y a que no había publicado ningún trabajo dirigido al público general. Murió el 25 de enero de 1880 de tisis .

## Obra
Clarke fue el primero en establecer la ubicación del núcleo dorsal de la médula espinal, llamándolo "columnas vesiculares posteriores", y describió el núcleo intermediolateral. También diferenció el núcleo cuneiforme medial del núcleo cuneiforme lateral (también llamado "núcleo de Monakow" en honor al neuropatólogo Constantin von Monakow). A Clarke se le atribuye la introducción de la técnica histológica de montaje de secciones limpias de tejido en medios balsámicos.
Publicó numerosos ensayos sobre la anatomía y fisiología del bulbo raquídeo y la médula espinal. También publicó trabajos relacionados con el tétanos, la diabetes, la paraplejía y la atrofia muscular. El núcleo de Clarke (también conocido como la columna de Clarke o como el "núcleo dorsal de Clarke") es un nombre usado en su honor para el núcleo dorsal de la médula espinal.